# Trichilogaster atricorpus
Trichilogaster atricorpus är en stekelart som först beskrevs av Girault 1931.  Trichilogaster atricorpus ingår i släktet Trichilogaster och familjen puppglanssteklar. Inga underarter finns listade i Catalogue of Life.